# Les Âmes rouges
Les Âmes rouges est un roman de Paul Greveillac paru le 7 janvier 2016 aux Éditions Gallimard. Il a reçu le prix Roger-Nimier la même année.

## Réception critique
Pour Le Monde, ce premier roman est considéré comme une « grande fresque […] ambitieuse et drôle » et 
, là où Le Figaro voit un livre « dense et passionnant ».

## Éditions
- Les Âmes rouges, Éditions Gallimard, Coll. « Blanche », 2016  (ISBN 9782070107599)[3].